# Francesco Sacrati
Pour l’article homonyme, voir Francesco Sacrati (compositeur).
Francesco Sacrati (né en 1567 à Ferrare, en duché de Ferrare et mort le 6 septembre 1623 à Rome) est un cardinal italien du XVIIe siècle.

## Biographie
Francesco Sacrati étudie à l'université de Bologne et est référendaire au tribunal suprême de la Signature apostolique, gouverneur de Fano et auditeur au Palais apostolique et à la Rote romaine. En 1612 il est nommé archevêque titulaire de Damas (de) et est consacré le 31 décembre 1612 par Scipione Caffarelli-Borghese avec comme co-consécrateurs Fabio Biondi (it) et Volpiano Volpi (it), puis en 1621 il est nommé préfet du dataire apostolique.
Le pape Grégoire XV le crée cardinal lors du consistoire du 19 avril 1621. 
Il est frère de l'ordre de Saint-Jean de Jérusalem[réf. nécessaire] et abbé commendataire de S. Giovanni di Castagneto (Reggio de Calabre). En 1623 il est transféré au diocèse de Cesena. 
Le cardinal Sacrati participe au conclave de 1623, lors duquel Urbain VIII est élu pape.

## Succession apostolique
Francesco Sacrati a ordonné les évêques suivants :
- Évêque Francesco Cavaliere (1621)
- Évêque Fabrizio Carafa (en) (1622)
- Évêque Sebastiano De Paoli (1622)
- Évêque Girolamo Tantucci (it) (1622)
- Archevêque Giovanni Matteo Cariofilo (1622)